# Бокова, Евдокия Андреевна
Евдокия Андреевна Бокова (14 марта 1909, Киев — 1993, Киев) — советская гимнастка.

## Биография
Родилась 14 марта 1909 года в Киеве.
Окончила Киевский техникум физической культуры.
Выступала в соревнованиях по спортивной гимнастике за киевское «Динамо». Тренировалась под началом Е. Г. Факторова.
Шесть раз становилась чемпионкой СССР: в 1938 году в личном многоборье, в 1939 году в опорном прыжке, в 1943 году — в упражнениях на брусьях, кольцах и перекладине, в 1947 году — в упражнениях на брусьях. Четыре раза выигрывала серебряные медали (в 1939 году на брусьях и коне, в 1943 году — в личном многоборье, в 1947 году на перекладине), дважды — бронзовые (в 1943 году в опорном прыжке и вольных упражнениях).
В 1937 году завоевала золото III летней рабочей Олимпиады в Антверпене в командном многоборье.
Заслуженный мастер спорта СССР.
Впоследствии работала тренером.
Умерла в 1993 году в Киеве.

## Память
Введена в Зал славы Федерации спортивной гимнастики России.